# István Schillerwein
István Schillerwein (* 13. Dezember 1933 in Budapest, Königreich Ungarn; † 5. Juni 2009 ebenda) war ein ungarischer Radrennfahrer und nationaler Meister im Radsport.

## Sportliche Laufbahn
1949 begann er im Verein Honvéd Budapest mit dem Radsport. 1950 gewann er im Alter von 17 Jahren mit einer Sondererlaubnis zum Start mit der Vierer-Mannschaft von Honvéd in der Mannschaftsverfolgung seine erste ungarische Meisterschaft in der Männerklasse.
Er war Teilnehmer der Olympischen Sommerspiele 1952, im Tandemrennen (mit Imre Furmen) belegte er den 5. Platz. Er war auch Mitglied im ungarischen Bahnvierer (Imre Furmen, István Lang, István Schillerwein, István Pásztor), der in der Mannschaftsverfolgung auf dem 10. Platz klassiert wurde. Schillerwein war auch im olympischen Straßenrennen am Start, schied dort aber aus. In der Mannschaftswertung konnte Ungarn sich nicht platzieren, da kein Fahrer der Mannschaft das Rennen beendete.
Er gewann weitere nationale Titel im Bahnradsport:
- im Tandemrennen 1951, 1952, 1954 (mit Imre Furmen), 1957 mit István Lang
- im Sprint 1952
- in der Mannschaftsverfolgung 1950, 1954 (mit Imre Furmen, István Pásztor und Béla Szekeres), 1955 (mit Béla Bartusek, Imre Furmen und István Pásztor)
- im 1000-Meter-Zeitfahren 1954
- im Zweier-Mannschaftsfahren mit István Lang[1]

## Berufliches
Schillerwein war nach seiner aktiven Laufbahn ab 1958 als Trainer im Verein FTC Budapest sowie als Trainer der Nationalmannschaft Bahnradsport tätig. Einige Jahre lang war er auch Präsident des Ungarischen Radsportverbandes und des Vereins FTC Budapest.